# Gavin Newlands

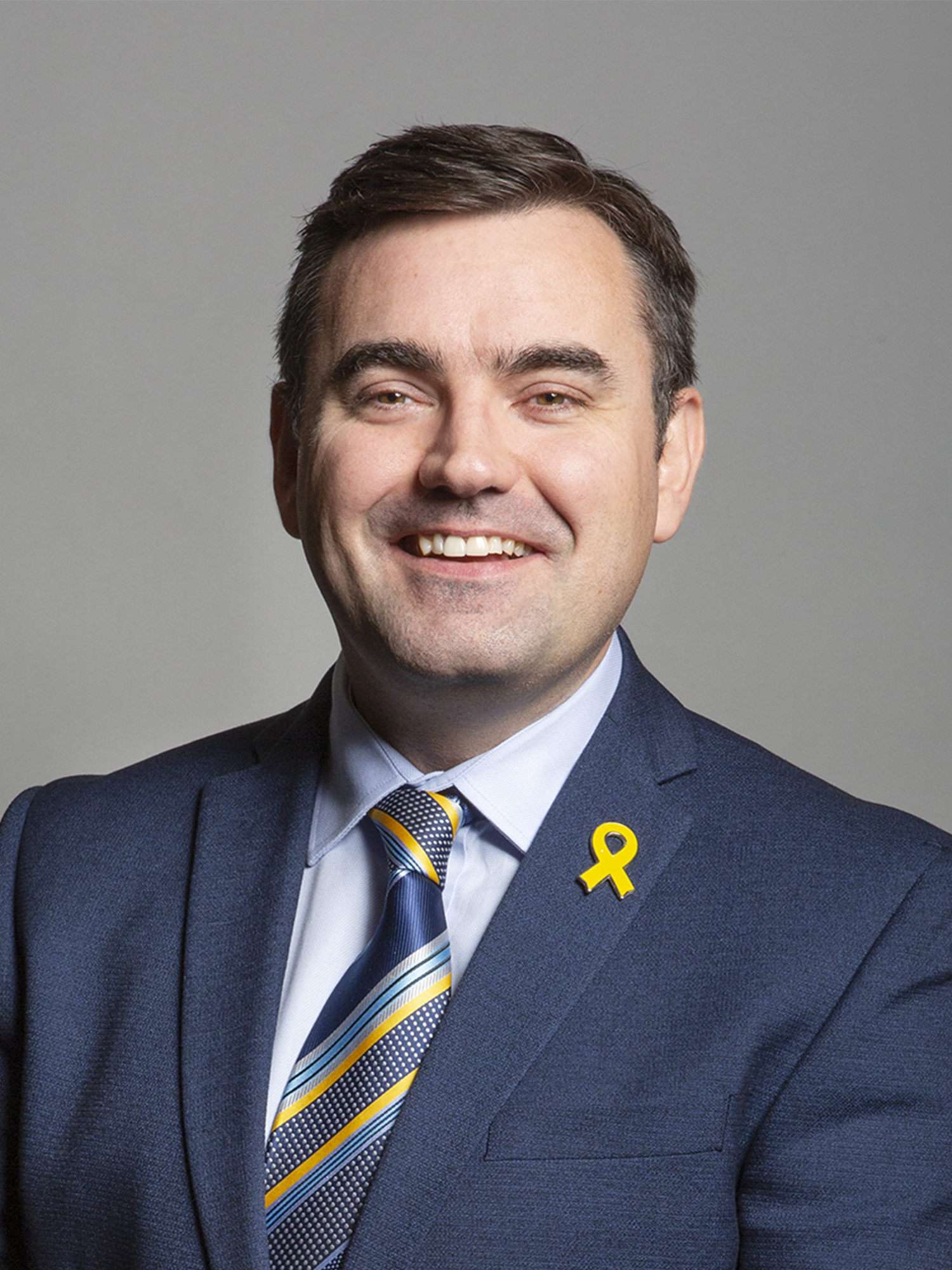
Gavin Newlands

Gavin Andrew Stuart Newlands (* 2. Februar 1980 in Paisley) ist ein schottischer Politiker der Scottish National Party (SNP).

## Leben
Newlands wurde 1980 im Paisley Maternity Hospital geboren, wuchs jedoch in Renfrew auf und lebt bis heute dort. Er besuchte die St James’ Primary School sowie die örtliche Trinity High School. Ein Studium am James Watt College brach er auf Grund einer angebotenen Beförderung ab. Newlands ist verheiratet und zweifacher Vater.

## Politischer Werdegang
Bereits 1992 trat Newlands in die Jugendgruppe der SNP ein. 2011 wurde er in den Stadtrat von Renfrew gewählt.
Bei den britischen Unterhauswahlen 2015 bewarb sich Newlands für die SNP um das Mandat seines Heimatwahlkreises Paisley and Renfrewshire North. Er trat dabei auch gegen den amtierenden Labour-Abgeordneten Jim Sheridan an, welcher den Wahlkreis seit seiner Einführung 2005 im britischen Unterhaus vertrat. Mit den massiven Stimmgewinnen der SNP bei diesen Wahlen gewann Newlands mit 50,7 % die Stimmmehrheit und zog in der Folge erstmals in das britische Unterhaus ein. Im Parlament ist Newlands Mitglied des Backbench Business Committee. Trotz Stimmverlusten verteidigte Newlands bei den vorgezogenen Unterhauswahlen 2017 sein Mandat.